# Lasioglossum bicallosum
Lasioglossum bicallosum är en biart som först beskrevs av Morawitz 1874.  Lasioglossum bicallosum ingår i släktet smalbin, och familjen vägbin. Inga underarter finns listade i Catalogue of Life.